# 켄트 존스
켄트 존스(Kent Jones, 1993년 4월 14일 ~ )는 미국의 래퍼이다.